# Het pretpakket
Het pretpakket is het 32e stripalbum in de Asterix-stripreeks.
In tegenstelling tot de vorige albums bestaat dit album uit een aantal korte verhalen, waarvan sommige nog geschreven zijn door René Goscinny. Elk verhaal heeft een eigen intropagina waarop iets over het verhaal wordt uitgelegd. Het album bevat ook een verhaal dat noch door Uderzo noch door Goscinny is geschreven, en ook duidelijk losstaat van de andere verhalen.

## De verhalen

### Introductie (zonder titel)
Oorspronkelijk bedoeld als een aankondigingspagina voor De strijd van de stamhoofden, waarin de stamhoofden het woord nemen over hun aankomende tweegevecht. 
In de nieuwe context: Het dorp is aanwezig op een moderne persconferentie, voorgezeten door Heroïx, om de aankomende verhalen wat toe te lichten.
1964 - 1 pagina. Eerst gepubliceerd in Pilote nr. 260; Verscheen in Astérix mini-histoires.

### Terug naar school
Asterix en Obelix vangen de dorpskinderen omdat het schooljaar weer begint. Obelix blijkt echter slecht op de hoogte van recentelijke gebeurtenissen en wordt door Panoramix ook weer naar school gestuurd, tot hilariteit van Asterix en Idefix.
(6 oktober 1966 - (La) rentrée gauloise) - 2 pagina's. Eerst gepubliceerd in Pilote nr. 363; Verscheen in de originele La Rentrée Gauloise en Astérix mini-histoires

### De geboorte van Asterix
Een verhaal over wat er in het dorp gebeurde op de dag van Asterix' en Obelix' geboorte.
(Oktober 1994 - La naissance d'Astérix) - 4 pagina's. Gepubliceerd in de 35e verjaardag special van Pilote). Asterix en Obelix blijken op dezelfde dag geboren, in het jaar 35 voor J.C. Die letters betekenen, volgens een voetnoot, niet Jezus Christus maar Julius Caesar. Hun respectievelijke ouders zijn Praline en Astronomix en Gelatine en Obelopalix (die in het album Asterix en Latraviata uitvoeriger aan bod komen).

### In 50 v. Chr.
Introductie voor de Asterixverhalen (gemaakt voor de Amerikaanse markt.
(Mei 1977 - En 50 avant J.-C.) - 3 pagina's. Eerst gepubliceerd in National Geographic Magazine. Verscheen in de originele La Rentrée Gauloise en Astérix mini-histoires

### Canteclerix de Gallische haan
Idéfix helpt de haan van het dorp een adelaar die de lokale dieren terroriseert te verslaan.
(Augustus 2003 - Chanteclairix - Le Coq Gaulois) - 5 pagina's. Nieuw verhaal.

### De Mistletoe
In dit verhaal wordt de traditie van het kussen onder de mistletoe nader toegelicht en dat wie het gebruik niet respecteert een dreun krijgen. Obelix probeert de traditie te gebruiken om een kus van Walhalla te krijgen, maar niets werkt zoals hij dat wil; enkel van Asterix, Panoramix, Bellefleur, Idefix en een Romein weet Obelix een kus te krijgen alvorens er genoeg van te hebben gekregen en ervandoor te gaan. Net wanneer hij wegstormt en een verbaasde Idefix achterlaat, komt Walhalla toch langs. Uiteindelijk krijgt Idefix de kus te pakken.
(7 december 1967 - Au gui l’an IX) - 2 pagina's. Eerst gepubliceerd in Pilote nr. 424. Verscheen in de originele La Rentrée Gauloise en Astérix mini-histoires

### Mini Midi Maxi
Een modeshow met Bellefleur en de vrouw van Nestorix die elkaar bekampen ontaardt al snel in een vechtpartij, wanneer Bellefleur het niet wil aanvaarden door de jongere knappere vrouw vervangen te worden.
In de begeleidende commentaren wordt uiteindelijk een kwinkslag gegeven naar het verfijnde van de Galliërs die men anders barbaren pleegt te noemen, terwijl beide vrouwen reeds weg zijn en er enkel een kluwen van strijdende mannen overblijft.
(2 augustus 1971 - Mini, Midi, Maxi) - 2 pagina's. Gemaakt voor het Franse vrouwentijdschrift Elle nr. 1337. Verscheen in de originele La Rentrée Gauloise en Astérix mini-histoires

### Asterix zoals hij nog nooit te zien was
Overzicht van de soms bizarre ideeën die fans opstuurden voor de strip.
(11 december 1969 - Astérix tel que vous ne l'avez jamais vu) - 3 pagina's. Eerst gepubliceerd in Pilote nr. 527.

### Olympisch Lutetia
Voor de eer van Gallië proberen Asterix en Obelix Lutetia te helpen de oude Olympische Spelen te winnen.
(25 oktober 1986 - Lutèce olympique) - 4 pagina's. Gemaakt voor de Olympische Spelen in Parijs in 1992.

### De Gallische lente
Asterix en Obelix helpen de lente (in de gedaante van een klein mannetje) de winter te verslaan.
(17 maart 1966 - Le printemps gaulois) - 2 pagina's. Eerst gepubliceerd in Pilote nr. 334. Verscheen in de originele La Rentrée Gauloise en Astérix mini-histoires.

### De Mascotte
Een aantal ongelukkige Romeinen proberen Idéfix tot hun mascotte te maken.
(13 juni 1968 - La mascotte) - 4 pagina's. Eerst gepubliceerd in Pilote Super Pocket 1. Verscheen in de originele La Rentrée Gauloise en Astérix mini-histoires.

### Latijnomanie
Een parodie op de hedendaagse Franse ongerustheid over het verval van de Franse taal.
(Maart 1973 - Latinomanie) - 1 pagina. Niet bekend waar dit verhaal voor het eerst is gepubliceerd.

### Obelisc'h
De auteurs vinden een moderne nakomeling van Obelix.
(7 februari 1963 - Obelisc'h) - 5 pagina's. Eerst gepubliceerd in Pilote nr. 172-186. Verscheen in de originele La Rentrée Gauloise.

### De geboorte van een idee
Een brainstorm met de auteurs.
(1962 - Naissance d'une idée) - 1 pagina. Eerst gepubliceerd in Pilote nr. 157. Verscheen in de originele La Rentrée Gauloise.